# Staurastrum scabrum
Staurastrum scabrum  là một loài Song tinh tảo trong họ Desmidiaceae, thuộc chi Staurastrum.